# Atlantis Attacks
Atlantis Attacks var en serietidningscrossover publicerad av Marvel Comics under sommaren 1989.

## Handling
Ghuar, Llyra och Attuma går samman för att anfalla världen ovanför med arméerna från Atlantis och Lemurien.